# Hydrocera triflora
Hydrocera triflora ist eine Pflanzenart aus der Familie der Balsaminengewächse (Balsaminaceae) und der einzige Vertreter der Gattung Hydrocera. Sie ist in Teilen Südasiens und Malesiens beheimatet.

## Beschreibung
Hydrocera triflora ist eine halbaquatisch wachsende, sukkulente, ausdauernde, bis etwa 1 Meter hohe, kahle und krautige Pflanze. Die Wurzeln sind fleischig und faserig, die Sprossachse steht aufrecht. An ihr stehen die kurz gestielten bis sitzenden Blätter wechselständig angeordnet. Die spitze und gesägte Blattspreite ist linealisch-lanzettlich bis elliptisch, am Ansatz befindet sich ein Paar sitzender Drüsen.
Die Blüten erscheinen in wenigblütigen, achselständigen Trauben. Die fünfzähligen und gestielten Blüten mit doppelter Blütenhülle sind pink mit lila und karminrot. Die vier seitlichen Kelchblätter bilden zwei Paare und sind annähernd so lang wie die Kronblätter und von gleicher Färbung, das untere Kelchblatt hat einen kurzen, gebogenen Sporn, die fünf Kronblätter sind unverwachsen, das obere ist leicht haubenförmig.
Die Frucht ist eine fleischige, rundliche und rötliche, bis etwa 1 Zentimeter große Scheinbeere. Diese besteht im reifen Zustand aus fünf Fächern mit einer harten Wand, gebildet aus dem Exokarp, eingebettet in ein weiches, fleischiges Mesokarp, überzogen von einem dünnen Perikarp. Jedes der Fächer enthält einen Samen. Ein Verbreitungsmechanismus für die gesamte Frucht ist unbekannt. Reife Früchte fallen, soweit bekannt, stattdessen einfach ins Wasser. Dort werden das weiche Mesokarp und Exokarp zersetzt und die harten, vom Exokarp umhüllten Teilfrüchte freigesetzt. Jede davon entält drei Kammern, von denen die äußeren beiden leer und luftgefüllt sind, sie wirken als Schwimmkörper. So können sie vom Wasser verdriftet werden, der Samen mit einer schleimigen Myxotesta kann bei Bodenkontakt dann auskeimen.
Die Chromosomenzahl beträgt 2n = 16.

## Verbreitung
Hydrocera triflora ist heimisch in Sri Lanka, Südindien, von Südchina bis Thailand, Kambodscha, Laos, auf der Malaiischen Halbinsel, Celebes und Java.